# جواهرسازی هخامنشیان
جواهرسازی یکی از هنرهای ظریف زمان هخامنشیان بود و با آن‌که اسکندر مقدونی و سربازان او خزانهٔ شهرهای ایران را به غارت بردند باز هم نمونه‌ای از کار هنرمندان دورهٔ هخامنشی به دست آمده‌است. این صنایع، نشانهٔ نهایت استادی و مهارت صنعت‌گران این صنعت را نشان می‌دهد. این صنعت به دو روش ساخته می‌شد: ریخته‌گری و تراشکاری اشیاء طلا و نقره و مس و برنز و دیگر ساختن ظروف و ابزار و زینت‌آلات از همین فلزات.
نقوش طراحی شده بر روی این فلزات اکثراً با نقش‌هایی که ضمن حجاری‌ها مشخص شده به شکل جانوران، گُل و درخت است. حتی در دورهٔ مادها، طلاکاری مادی‌ها مشهود بود و این کشور در دوران هخامنشی مهم‌ترین مرکز صنایع طلاکاری بوده‌است. نقل قولی از داریوش هست که می‌گوید: «طلای فراوان که در کاخ سلطنتی شوش به کار رفته از سارد و باختر آورده‌اند و از زرگران مادی و مصری صحبت می‌نماید».
بنابراین باید گفت مقداری از اسباب و اشیاء و ظروف و الواح طلا و نقره که امروزه در موزه‌های ایران و جهان قرار دارد در آن‌جا ساخته شده‌است و این اشیاء گچه به ظاهر کوچک و کم‌وزن هستند ولی از لحاظ ریزه‌کاری، ظرافت طراحی و جواهراتی که در آن‌ها به کار رفته مهارت استادان این صنعت را در دورهٔ هخامنشی مشخص می‌سازد.